# Андерсон, Расмус Бьерн
Ра́смус Бьёрн А́ндерсон (дат. Rasmus Bjørn Anderson; род. 12 января 1846 года, округ Дейн — 2 марта 1936 года, Мадисон) — американский писатель, профессор, предприниматель, переводчик и дипломат. Инициатор дня Лейфа Эриксона.

## Биография
Родился 12 января 1846 года в Альбионе, штат Висконсин, область Дейн, в семье переселившегося в Америку норвежца-квакера. Отец скончался от холеры когда Андерсону было четыре года.
Окончил Лютеровский колледж (Айова) и Висконсинский университет. В 1869 году стал учителем словесности, а в 1875 году профессором скандинавских языков и литератур в университете. В 1885 году был назначен министром резидентом и генеральным консулом Соединенных Штатов в Копенгагене. После возвращения в США был редактором еженедельной газеты «Amerika» (норв.).

## Личная жизнь
В 1868 году женился на Берте Карине Олсон (1848—1922). У них было пять детей. После смерти жены, жил в Мадисоне. Похоронен в деревне Кембридж.